# أوليفر زيلينيكا
أوليفر زيلينيكا (بالكرواتية: Oliver Zelenika)‏ (ولد في 14 مايو 1993 في زغرب) لاعب كرة قدم كرواتي يلعب كحارس مرمى في نادي لوكوموتيفا معارا من نادي دينامو زغرب في الدوري الممتاز.

## وصلات خارجية
- أوليفر زيلينيكا على موقع الاتحاد الدولي (مؤرشف)  (الإنجليزية)
- أوليفر زيلينيكا على موقع الاتحاد الأوربي (الإنجليزية)
- أوليفر زيلينيكا على موقع اتحاد كرواتيا (الكرواتية)
- أوليفر زيلينيكا على موقع قاعدة بيانات كرة القدم.إي يو (الإنجليزية)
- أوليفر زيلينيكا على موقع Soccerway.com (الإنجليزية)
- أوليفر زيلينيكا على موقع عالم كرة القدم.نت (الإنجليزية)
- أوليفر زيلينيكا على موقع كووورة
- أوليفر زيلينيكا على موقع AS.com (الإسبانية)

- إحصائية من الفيفا

}}